# مینروا (اورگن)
مینروا (به انگلیسی: Minerva) یک منطقهٔ مسکونی در ایالات متحده آمریکا است که در شهرستان لین، اورگن واقع شده‌است. مینروا ۱۰٫۰۶ متر بالاتر از سطح دریا واقع شده‌است.